# Palapedia
Palapedia is een geslacht van kreeftachtigen uit de klasse van de Malacostraca (hogere kreeftachtigen).

## Soorten
- Palapedia bongensis (Serène, 1972)
- Palapedia hendersoni (Rathbun, 1902)
- Palapedia integra (De Haan, 1835)
- Palapedia marquesa (Serène, 1972)
- Palapedia nitida (Stimpson, 1858)
- Palapedia obliquefrons (Dai, Yang, Song & Chen, 1986)
- Palapedia pelsartensis (Serène, 1972)
- Palapedia quadriceps (Yokoya, 1936)
- Palapedia rastripes (Müller, 1887)
- Palapedia roycei (Serène, 1972)
- Palapedia serenei Ng, 1993
- Palapedia truncatifrons (Sakai, 1974)
- Palapedia valentini Ng, 1993
- Palapedia wilsoni (Serène, 1972)
- Palapedia yongshuensis (Dai, Cai & Yang, 1994)